# Goniostixis tephrinodes
Goniostixis tephrinodes är en fjärilsart som beskrevs av George Francis Hampson. Goniostixis tephrinodes ingår i släktet Goniostixis och familjen nattflyn. Inga underarter finns listade i Catalogue of Life.